# S/2004 S 31
S/2004 S 31 es un satélite natural de Saturno y un miembro del grupo Inuit. Su descubrimiento fue anunciado por Scott S. Sheppard, David C. Jewitt y Jan Kleyna el 8 de octubre de 2019 a partir de observaciones tomadas entre el 12 de diciembre de 2004 y el 22 de marzo de 2007.
S/2004 S 31 tiene unos 4 kilómetros de diámetro y orbita a Saturno a una distancia promedio de 17,568 Gm en 869,65 días, con una inclinación de 48,8° a la eclíptica, con una excentricidad de 0,24.